# Amanita pantherina
A amanita-pantera (Amanita pantherina) é uma espécie de fungo que pertence ao gênero de cogumelos Amanita, na ordem Agaricales. Encontrado na Europa e na Ásia.